# Xerophyta stenophylla
Xerophyta stenophylla är en enhjärtbladig växtart som beskrevs av John Gilbert Baker. Xerophyta stenophylla ingår i släktet Xerophyta och familjen Velloziaceae.
Artens utbredningsområde är Angola. Inga underarter finns listade.